# Dream Street (film 2005)
Dream Street è un film del 2005, diretto da Lonette McKee, prodotto da Spike Lee.